# Platylomalus venator
Platylomalus venator är en skalbaggsart som först beskrevs av Cooman 1941.  Platylomalus venator ingår i släktet Platylomalus och familjen stumpbaggar. Inga underarter finns listade i Catalogue of Life.